# Егозово (посёлок)
Егозо́во — посёлок в Ленинск-Кузнецком районе Кемеровской области. Входит в состав Демьяновского сельского поселения.

## География
Посёлок расположен в 4 км к северу от Ленинска-Кузнецкого, в устье реки Егозова (правый приток реки Иня). Центральная часть населённого пункта находится на высоте 195 метров над уровнем моря.
Соседние населённые пункты: Новоильинский в 0,5 км и Хмелёво в 1,5 км — оба на северо-запад, ближайшая железнодорожная станция — Егозово Западно-Сибирской железной дороги (на линии Тогучин— Новокузнецк— Таштагол) — в 2,5 км.

## Население
По данным Всероссийской переписи населения 2010 года, в посёлке Егозово проживает 31 человек (16 мужчин, 15 женщин).

## Улицы
В посёлке 7 улиц и 1 переулок:
- Ул. 1-я Дачная
- Ул. 2-я Дачная
- Ул. Инская
- Ул. Луговая
- Ул. Российская
- Ул. Садовая
- Ул. Центральная
- Пер. Горный